# Ключова дума
Ключовата дума е дума или фраза, използвана от автора на документ, целяща да посочи основната тема и да послужи при класификацията на документа.
Има няколко начина да се определят ключовите думи на документите. Те варират в зависимост от използваните средства и от естеството на съдържанието.
- Много документи, включително уеб статии и уеб страници, съдържат списък с ключови думи в началото на документа, в резюме.
- База данни – търсенето се осъществява по ключови думи.

Ключовите думи са опорни думи, които се разпознават по това, че се повтарят многократно или присъстват в текста под формата на свои контекстови или езикови синоними.
В областта на дигиталния маркетинг и оптимизацията на интернет сайтове за търсачки ключовите думи в уеб страниците стават важен фактор за реализиране на кампании.
Подборът на ключови думи с голям обем търсене в интернет е ключов фактор за получаване на трафик към интернет сайт. Появиха се съвети за съставяне на списък с ключови думи от търсещи машини  както и инструменти аз анализ на най-търсените ключови думи за  реклама в Гугъл или за оптимизация за търсачки